# Sackville Hamilton Carden
Pour les articles homonymes, voir Carden.
Sackville Hamilton Carden (1857–1930) est un officier de marine britannique qui a commandé les forces navales britanniques en Méditerranée, en coopération avec la marine française, durant la Première Guerre mondiale.

## Jeunesse
Carden est né à Barnane près de Templemore dans le North Tipperary, en Irlande. Il est le troisième fils d'Andrew Carden et d'Anne Berkeley. Bien que son père et son grand-père aient servi dans l'armée de terre, il choisit lui la Royal Navy en 1870.

## Carrière
Ses débuts sont marqués par son service en Égypte et au Soudan, et plus tard, en 1897, par l'expédition punitive au Bénin sous les ordres de Harry Rawson. Il est promu capitaine en décembre 1899, et en 1908 rear admiral.
Après deux années de demi solde, il est affecté à la flotte de l'Atlantique et commande le HMS London durant une année. Plus tard, il sera en poste à l'amirauté jusqu'en août 1912 date où il est nommé responsable de la base de Malte. En septembre 1914, il est nommé commandant de l'escadre britannique opérant en Méditerranée sous le commandement d'un amiral français.
À la suite de l'entrée en guerre de l'empire ottoman en novembre 1914, du côté des empires centraux, l'amirauté britannique lui demande de présenter une stratégie pour ouvrir le détroit des Dardanelles en janvier de l'année suivante. Le plan de Carden prévoit une destruction systématique des fortifications turques le long des Dardanelles en même temps qu'un déminage des eaux.
Initialement commandant en chef des forces navales britanniques durant la bataille des Dardanelles. Carden connait des premiers succès mais sans forcer la décision du 19 février au début mars quand il est relevé de ses fonctions à la suite de problèmes de santé et remplacé par l'amiral John de Robeck. Il démissionne deux ans plus tard et meurt en 1930.

## Sources et bibliographie
- C. E. Callwell, The Dardanelles. Boston, 1919.
- Sir Julian S. Corbett, Naval Operations. London, 1924.